# هاکای (کیت بیشاپ)
هاکای (به انگلیسی: Hawkeye) با نام اصلی کاترین الیزابت «کیت» بیشاپ (به انگلیسی: Katherine Elizabeth "Kate" Bishop) یک شخصیت خیالی ابرقهرمان است که در کتاب‌های کامیک آمریکایی منتشر شده توسط مارول کامیکس ظاهر می‌شود. او عضوی از تیم انتقام‌جویان جوان است، که تیمی از ابرقهرمانان دنیای مشترک مارول کامیکس، یعنی دنیای مارول است. او بعد از کلینت بارتون از تیم انتقام‌جویان و ویات مک‌دونالد از سوپریم اسکادرون سومین شخصیت و اولین زنی است که نام هاکای را برای خود انتخاب کرده‌است. ظاهر لباس او از اولین هاکای و مرغ مقلد الهام گرفته شده‌است.
هیلی استاینفلد نقش بیشاپ را در دنیای سینمایی مارول و مجموعه تلویزیونی اینترنتی هاکای در دیزنی+ به تصویر کشید.